# Campionati europei di skeleton 2016
I Campionati europei di skeleton 2016, ventiduesima edizione della manifestazione organizzata dalla Federazione Internazionale di Bob e Skeleton, si sono tenuti il 5 febbraio 2016 a Sankt Moritz, in Svizzera, sulla pista Olympia Bobrun St. Moritz–Celerina, il tracciato naturale sul quale si svolsero le competizioni del bob (e dello skeleton) ai Giochi di Sankt Moritz 1928 e di Sankt Moritz 1948 e le rassegne continentali  del 1986 (unicamente nella specialità maschile), del 2003, del 2006 e del 2009 (anche in quella femminile). La località elvetica ha quindi ospitato le competizioni europee per la quinta volta nel singolo maschile e per la quarta in quello femminile. Anche questa edizione si è svolta con la modalità della "gara nella gara" contestualmente alla settima e penultima tappa della Coppa del Mondo 2015/2016 e ai campionati europei di bob 2016.

## Risultati

### Skeleton uomini
La gara si è disputata il 5 febbraio 2016 nell'arco di due manches ed hanno preso parte alla competizione 20 atleti rappresentanti 10 differenti nazioni.
| Pos.          | Atleti                 | Nazione     | Tempo   | Distacco |
| ------------- | ---------------------- | ----------- | ------- | -------- |
|               | Martins Dukurs         | Lettonia    | 2'18"33 |          |
| Tomass Dukurs | Lettonia               | 2'18"33     |         |          |
|               | Nikita Tregubov        | Russia      | 2'18"85 | +0"52    |
| 4             | Aleksandr Tret'jakov   | Russia      | 2'19"36 | +1"03    |
| 5             | Kilian von Schleinitz  | Germania    | 2'20"06 | +1"73    |
| 6             | Michael Zachrau        | Germania    | 2'20"23 | +1"90    |
| 7             | Axel Jungk             | Germania    | 2'20"26 | +1"93    |
| 8             | Dominic Edward Parsons | Regno Unito | 2'20"49 | +2"16    |
| 9             | Pavel Ķulikov          | Russia      | 2'20"50 | +2"17    |
| 10            | Mattia Gaspari         | Italia      | 2'20"90 | +2"57    |

### Skeleton donne
La gara si è disputata il 5 febbraio 2016 nell'arco di due manches ed hanno preso parte alla competizione 15 atlete rappresentanti 9 differenti nazioni.
| Pos. | Atleti             | Nazione     | Tempo   | Distacco |
| ---- | ------------------ | ----------- | ------- | -------- |
|      | Janine Flock       | Austria     | 2'22"49 |          |
|      | Tina Hermann       | Germania    | 2'22"57 | +0"08    |
|      | Marina Gilardoni   | Svizzera    | 2'22"58 | +0"09    |
| 4    | Jacqueline Lölling | Germania    | 2'22"59 | +0"10    |
| 5    | Laura Deas         | Regno Unito | 2'22"87 | +0"38    |
| 6    | Joska le Conte     | Paesi Bassi | 2'23"36 | +0"87    |
| 7    | Lelde Priedulēna   | Lettonia    | 2'23"51 | +1"02    |
| 8    | Elena Nikitina     | Russia      | 2'23"77 | +1"28    |
| 9    | Sophia Griebel     | Germania    | 2'23"85 | +1"36    |
| 10   | Donna Creighton    | Regno Unito | 2'24"61 | +2"12    |

## Medagliere
| Posizione | Paese    | Oro | Argento | Bronzo | Totale |
| --------- | -------- | --- | ------- | ------ | ------ |
| 1         | Lettonia | 2   | 0       | 0      | 2      |
| 2         | Austria  | 1   | 0       | 0      | 1      |
| 3         | Germania | 0   | 1       | 0      | 1      |
| 4         | Russia   | 0   | 0       | 1      | 1      |
| 4         | Svizzera | 0   | 0       | 1      | 1      |
| Totale    | Totale   | 3   | 1       | 2      | 6      |